# (17486) Hodler
(17486) Hodler (1991 RB41) – planetoida z pasa głównego asteroid okrążająca Słońce w ciągu 4,44 lat w średniej odległości 2,7 j.a. Odkryta 10 września 1991 roku.